# Marta Sáenz
Marta del Socorro Sáenz Correa (Ciénaga de Oro, 9 de marzo de 1959) es una administradora, abogada y política colombiana. Fue gobernadora de Córdoba desde 2008 hasta 2011.

## Biografía
Desde su primer año de vida su familia se estableció en Montería, Córdoba; allí realizó sus estudios primarios y secundarios y viajó a Barranquilla para estudiar administración de empresas en la Universidad del Norte, obteniendo el título en 1983. Ha estudiado Especializaciones en Finanzas (Universidad de Cartagena, 1994), Gestión Pública (ESAP, 1999), Servicios Públicos, Gestión de Entidades Territoriales y Función Pública (Universidad Externado, 2001, 2007 y 2007, respectivamente) y una Maestría en Gobierno Municipal por parte del mismo Externado en 2000.
Dedicó su vida profesional al sector público, ejerciendo sucesivamente como Jefe de Ventas, de Zonas Rurales y de Presupuesto y Control Financiero de la Electrificadora de Córdoba entre 1983 y 1995; entre 1997 y 2000 fue Secretaria Municipal de Hacienda de Montería y en enero de 2001 asumió como Contralora Auxiliar de Córdoba; ejerció este cargo durante casi 6 años, hasta octubre de 2006. En enero de 2007 ingresó a la Corporación Autónoma Regional de los Valles del Sinú y San Jorge (CVS), como directora administrativa y financiera.

## Elección como Gobernadora de Córdoba
Durante toda su carrera Sáenz ha militado en el Partido Liberal al lado del Movimiento Mayorías Liberales, que coordina su cercana amiga Arleth Casado de López; para las elecciones regionales de 2007, este movimiento sorpresivamente la escoge como su candidata a la Gobernación de Córdoba, como una candidata con posibilidad de generar consensos en todo el Partido y aún con sectores ajenos al liberalismo. El 27 de octubre de 2007, Sáenz obtiene la victoria sobre la candidata Margarita Andrade. Aunque debía tomar posesión como Gobernadora el 1 de enero de 2008, se presentó una demanda argumentando que Sáenz no podía asumir el cargo por haber ejercido como ordenadora del gasto un año antes de la elección, durante su ejercicio de tres meses como jefe administrativa de la CVS, se creó entonces un ambiente de zozobra por pensarse que podría repetirse la inestabilidad política del periodo de gobierno que estaba por terminar. El 30 de enero de 2008 la justicia le concedió la razón a la defensa de la mandataria electa que argumentó que ella no tenía facultades de ordenamiento de gasto en su anterior cargo y le hizo entrega de la credencial como nueva Gobernadora de Córdoba.
De esta forma Marta Sáenz se convirtió en la primera mujer gobernadora de un departamento de la Costa Caribe de Colombia, elegida por voto popular. 
Durante su mandato tuvo discrepancias con el gobierno del Presidente Juan Manuel Santos y el ministro de Defensa Rodrigo Rivera por el manejo del orden público en el Departamento y la percepción de seguridad ciudadana.